# 빌리 코니글리아로
윌리엄 마이클 코니글리아로(영어: William Michael Conigliaro, 1947년 8월 15일~2021년 2월 10일)은 미국의 프로 야구 선수로, 메이저 리그 베이스볼(MLB)에서 5시즌을 뛰었다. 1969년부터 1973년까지 보스턴 레드삭스,  밀워키 브루어스, 오클랜드 애슬레틱스를 거쳤다. 우투우타였으며, 1969년과 1970년에 같은 팀에서 뛰기도 했던 토니 코니글리아로의 동생이다.

## 어린 시절
코니글리아로는 1947년 8월 15일에 매사추세츠주 리비어에서 태어났다. 그의 아버지 살(Sal)은 공구 및 금형 제작자로 나중에 공장장으로 승진했다. 코니글리아로의 부모님은 그가 야구를 할 수 있도록 격려해주었다. 코니글리아로는 스왐스컷 고등학교를 다니면서 세 가지 스포츠에서 두각을 나타냈다. 형 토니가 메이저 리그에 데뷔한 지 며칠 안 되었을 때인 1964년에 윈스럽 고등학교를 상대로 노히터를 기록했다. 이후 메이저 리그에서 드래프트가 시행된 첫해인 1965년 드래프트에서 1라운드(전체 5순위)로 보스턴 레드삭스의 지명을 받았다.

## 프로 경력
코니글리아로는 1965년부터 1968년까지 마이너 리그에 머물렀다. 21세 때인 1969년 4월 11일에 메이저 리그 데뷔전을 치렀는데, 클리블랜드 인디언스와의 경기에서 대주자로 경기장을 밟은 뒤 도루를 성공시켰으며 소속팀은 연장까지 같은 승부 끝에 2–1 승리를 거두었다. 5일 뒤에는 메이저 리그 경기에서 처음으로 선발로 출전해 두 개의 홈런을 날렸다. 그해 5월에 다시 마이너 리그로 돌아가기는 했지만, 9월 엔트리 확대로 인해 다시 콜업을 받았다. 메이저 리그 첫해 성적은 32경기에 출전해 타율 .288, 4홈런, 7타점을 기록했다.
코니글리아로의 커리어 하이 시즌은 1970년이었다. 커리어 최다인 114경기에 출전해 안타(108), 득점(59), 홈런(18), 타점(58) 부문에서 커리어 하이 성적을 기록했다. 수비에 있어서도 7번의 어시스트로 아메리칸 리그(AL) 좌익수 중에 다섯 번째로 많은 어시스트를 기록했다. 보스턴 구단 측에서는 코니글리아로를 라인업에 포함시키기 위해 칼 야스트렘스키를 1루로 이동시켰다. 보도에 따르면, 그해 시즌 막판에 자신의 형 토니가 캘리포니아 에인절스로 트레이드되었을 때 매우 감정적인 반응을 보였다고 한다. 코니글리아로는 1971년 시즌 타율 .262, 11홈런, 33타점을 기록했으며, 2루타 26개로 AL 8위에 이름을 올렸다.
1971년 10월 10일, 보스턴의 코니글리아로, 조지 스콧, 짐 론보그, 켄 브렛, 조 라후드, 돈 파블레티치와 밀워키 브루어스의 토미 하퍼, 마티 패틴, 루 크라우스 주니어, 마이너 리거 팻 스크러블을 맞바꾸든 초대형 트레이드가 성사되었다.
밀워키에서의 생활이 만족스럽지 못했던 코니글리아로는 1972년 시즌 중반에 은퇴를 선언했다. 하지만 바로 다음해에 복귀 의사를 밝혔고, 밀워키 구단은 비공개된 금액을 받고 오클랜드 애슬레틱스에 코니글리아로를 넘겨주었다. 코니글리아로는 그해 아메리칸 리그 챔피언십 시리즈와 월드 시리즈에서 7타수 무안타를 기록했다. 이후 비시즌 기간에 무릎 수술을 받았고, 1974년 3월에 오클랜드로부터 웨이버 공시되었다. 1977년에 다시 오클랜드로의 복귀를 시도했으나, 마이너 리그에 있으라는 결정을 받아들이지 않았다. 코니글리아로의 메이저 리그 통산 성적은 347경기에 출전해 타율 .256, 40홈런, 128타점을 기록했다.

## 사생활
코니글리아로는 쇼토칸 가라테 대가 타바타 카즈미의 제자로, 타바타는 자신의 책에서 코니글리아로를 언급하기도 했다. 코니글리아로는 2022년 10월 19일에 아내 케이샤(Keisha)와 결혼해 여생을 함께 했으며, 2021년 2월 10일에 매사추세츠주 베벌리에 있는 자신의 집에서 심장 마비로 세상을 떠났다.

## 더 읽어보기
- “Beverly resident, Billy Conigliaro, invited to throw first pitch at Fenway in honor of Tony Conigliaro”. 《Patch.com》. 2014년 9월 29일. 2020년 6월 11일에 확인함.